# 第6回日劇學院賞
←第5回 - 第6回 - 第7回→
第6回日劇學院賞是針對1995年七到九月在日本播出的連續劇做出投票與評比，這一期一共有21部連續劇被提名。

## 得獎名單

### 最優秀作品賞
1. 跟我說愛我
2. 沙粧妙子
3. 金田一少年事件簿
4. 他日再相逢
5. 夏日情書

### 主演男優賞
1. 豐川悅司（跟我說愛我）
2. 堂本剛（金田一少年事件簿）
3. 福山雅治（他日再相逢）

### 主演女優賞
1. 常盤貴子（跟我說愛我）
2. 淺野溫子（沙粧妙子）
3. 櫻井幸子（他日再相逢）

### 助演男優賞
1. 今田耕司（他日再相逢）
2. 香取慎吾（沙粧妙子）
3. 岡田浩輝（跟我說愛我）

### 助演女優賞
1. 大塚寧寧（他日再相逢）
2. 飯島直子（沙粧妙子）
3. 水野真紀（不要一個人）

### 主題歌賞
1. 美夢成真：LOVE LOVE LOVE（跟我說愛我）
2. 南方之星：只有你~Summer Heartbreak~（他日再相逢）
3. MY LITTLE LOVER：Hello, Again ～在以前的某處～（未完之夏）

### 其他
- 新人俳優賞：矢田亞希子（跟我說愛我）
- 最佳服裝賞：豐川悅司（跟我說愛我）
- 腳本賞：北川悅吏子（跟我說愛我）
- 監督賞：河毛俊作、田島大輔、落合正幸（沙粧妙子）
- 攝影賞：沙粧妙子
- 卡司賞：沙粧妙子
- 片頭片尾賞：生野慈朗（跟我說愛我）
- 電視週刊特別賞：金田一少年事件簿的美術人員

## 讀者投票結果

### 作品賞

#### 男性票
1. 他日再相逢
2. 跟我說愛我
3. 沙粧妙子
4. 金田一少年之事件簿
5. 外科醫生柊又三郎
6. 夏日情書、最後的愛
7. 不要一個人
8. 未完之夏、一百億之男

#### 女性票
1. 跟我說愛我
2. 金田一少年之事件簿
3. 他日再相逢
4. 沙粧妙子
5. 夏日情書
6. 外科醫生柊又三郎
7. 最後的愛
8. 私奔計畫
9. 完全新婚手冊
10. 一百億之男

### 主演男優賞
1. 豐川悅司（跟我說愛我）
2. 福山雅治（他日再相逢）
3. 堂本剛（金田一少年事件簿）
4. 高橋克典（夏日情書）
5. 萩原健一（外科醫生柊又三郎）
6. 三上博史（完全新婚手冊）
7. 緒形直人（一百億之男）
8. 長瀨智也（私奔計畫）
9. 陣內孝則（不要一個人）
10. 山口達也（百貨公司夏季物語）

### 主演女優賞
1. 常盤貴子（跟我說愛我）
2. 淺野溫子（沙粧妙子）
3. 櫻井幸子（他日再相逢）
4. 松下由樹（夏日情書）
5. 瀨戶朝香（未完之夏）
6. 友阪理惠（金田一少年之事件簿）
7. 賀來千香子（不要一個人）
8. 葉月里緒菜（最後的愛）
9. 牧瀨里穗（完全新婚手冊）
10. 三田佳子（不想睡）

### 助演男優賞
1. 今田耕司（他日再相逢）
2. 岡田浩輝（跟我說愛我）
3. 香取慎吾（沙粧妙子）
4. 佐野史郎（沙粧妙子）
5. 椎名桔平（他日再相逢）
6. 高橋克典（夏日情書）
7. 保阪尚輝（外科醫生柊又三郎）
8. 柳葉敏郎（沙粧妙子）
9. 的場浩司（完全新婚手冊）
10. 渡邊一惠（夏日情書）

### 助演女優賞
1. 大塚寧寧（他日再相逢）
2. 矢田亞希子（跟我說愛我）
3. 友阪理惠（金田一少年事件簿）
4. 鈴木蘭蘭（跟我說愛我、一百億之男）
5. 飯島直子（沙粧妙子）
6. 常盤貴子（跟我說愛我）
7. 野際陽子（夏日情書）、山咲千里（完全新婚手冊）
8. 久本雅美（不想睡）
9. 水野真紀（不想一個人）

### 主題歌賞
1. 美夢成真：LOVE LOVE LOVE（跟我說愛我）
2. 南方之星：只有你~Summer Heartbreak~（他日再相逢）
3. 堂本剛：不是一個人（金田一少年事件簿）
4. 中山美穗：Hurt to Heart~傷痛的去向（夏日情書）
5. B'z：love me, I love you（外科醫生柊又三郎）
6. 洛·史都華：LADY LUCK（沙粧妙子）
7. TUBE：探索這個夏天（一百億之男）
8. MY LITTLE LOVER：Hello,Again~很久以前就有的地方（未完之夏）
9. globe：Feel Like dance（不要一個人）
10. 辛島美登里：愛之事（最後的愛）